# Simulium ramulosum
Simulium ramulosum är en tvåvingeart som beskrevs av Chen 2000. Simulium ramulosum ingår i släktet Simulium och familjen knott.
Artens utbredningsområde är Guizhou (Kina). Inga underarter finns listade i Catalogue of Life.